# Torre Bruciata (Teramo)
La Torre Bruciata è un bastione romano in opus quadratum risalente al II secolo a.C. Si trova a Teramo, nella centralissima piazza Sant' Anna, contigua all'Antica cattedrale di Santa Maria Aprutiensis (oggi chiamata chiesa di Sant'Anna de' Pompetti).

## Storia e descrizione
Il corpo della costruzione si sviluppa da una base quadrata ed è alto circa 10 m, con mura spesse 1,30 m e larghe 8 m. Questa possente torre venne eretta nel II secolo a.C. utilizzando grandi blocchi di travertino ben squadrati. L'appellativo "bruciata" deriva dal fatto che ancora oggi il lato meridionale del bastione mostra evidenti tracce del devastante incendio che la città di Teramo subì nel 1156 per mano di Roberto II di Bassavilla Conte di Loretello, ribelle al Re palermitano Guglielmo I verso il quale la città voleva restare fedele.
Circa la sua funzione, c'è chi ritiene che potesse essere la torre campanaria della vicina cattedrale di Santa Maria Aprutiensis, ma c'è anche chi suppone, più semplicemente, che fosse un altissimo bastione difensivo che sovrastava la megalitica cinta muraria a nord-ovest della città, prima della nascita di Cristo. Lo storico dell'architettura d'Abruzzo Ignazio Gavini sostiene invece che, in epoche ovviamente diverse, la torre possa aver svolto entrambe le funzioni.